# Tvář Kristova na roušce Veroničině (Claude Mellan)
Tvář Kristova na roušce Veroničině Claude Mellana z roku 1649 patří k nejznámějším a nejčastěji reprodukovaným grafickým listům 17. století. Je součástí sbírky grafiky a kresby Národní galerie v Praze

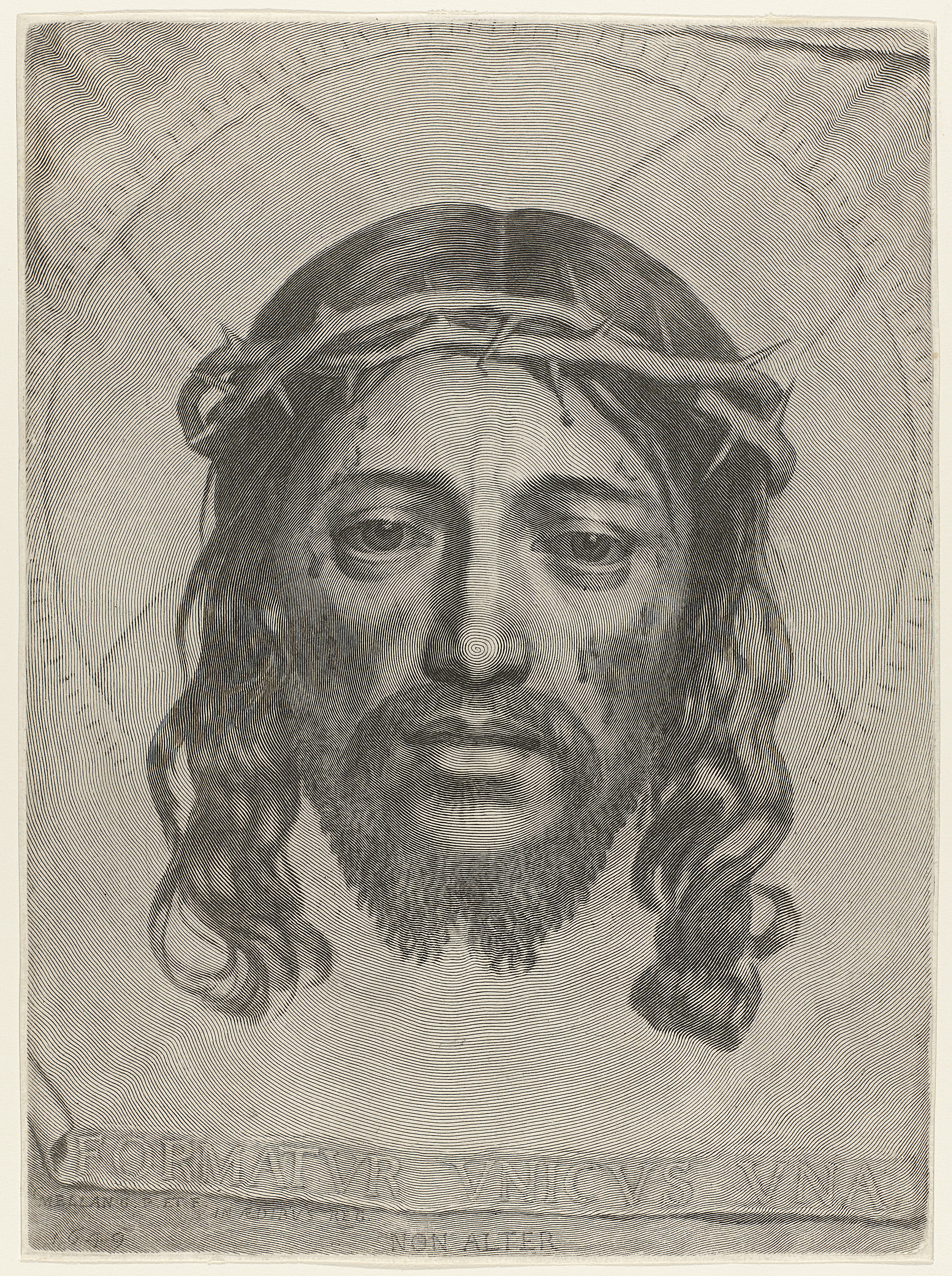
Claude Mellan, Tvář Krista, 1649

## Popis a zařazení
Mědiryt 444 × 326 mm, značen dole: C.MELLAN G.P.ET F.(=gallus pinxit et fecit) IN AEDIBUS REG.(=v paláci krále). Získáno jako dar rytíře Vojtěcha Lanny 14.6.1884. Inv. č. R 744
Tento grafický list je zhotoven liniovou technikou rytí, kterou zavedl Hendrik Goltzius. Claude Mellan si ji osvojil během pobytu v Římě a dovedl ji k mistrovské dokonalosti ještě před návratem do Francie. Celá Kristova tvář je vytvořena souvislou spirálovitou linií, která začíná na špičce nosu, vlní se, rozšiřuje a zase zužuje aniž by se setkala se sousední linií a vytváří tak úplný obraz. Všechny stíny a plastický účinek vznikly zakřivením a rozšířením nebo zeslabením jediné ryté linie, bez příčného šrafování. Z užití této techniky vyplývá, že není nijak definována povrchová plocha – linie i pozadí jsou trvale viditelné a lze je extrapolovat do nekonečna. Obraz tváře je transparentní a vyjadřuje tak dualitu podstaty samotného Krista, která je zároveň konkrétní i abstraktní.
Nápis na dolním okraji roušky, jehož autorem byl Mellanův přítel abbé Michel de Marolles: FORMATVR UNICVS VNA, NON ALTER má zvláštní dvojznačnost, která dobře koresponduje s tajemným působením obrazu tváře. Lze ho interpretovat tak, že předmětem zobrazení je jedinečný syn boží, zrozený pannou a nápis NON ALTER znamená že neexistuje nikdo jiný, kdo by se Kristu podobal a zároveň odkazuje na mistrovství rytce, kterého se nikomu nepodaří napodobit. Unicus ale stejně tak odkazuje k tomu, co rytina zobrazuje (Svatá tvář), kterou na Veroničině roušce nevytvořila lidská, ale Boží ruka. Una pak se stejnou dvojznačností poukazuje na ruku Boží i ruku umělce, která byla autorem obrazu.  Samotný kruh, do kterého je tvář vyryta, symbolizuje zároveň dokonalost „Božího geometra“, který stvořil Nebe a Zemi i jistotu umělcovy ruky. Veškerými skrytými významy Mellanova Veraikonu a souvislostmi s konkrétními latinskými texty a biblickými odkazy se velmi podrobně zabývá Irving Lavin.

### Mellanovy grafické listy zhotovené liniovou rytinou

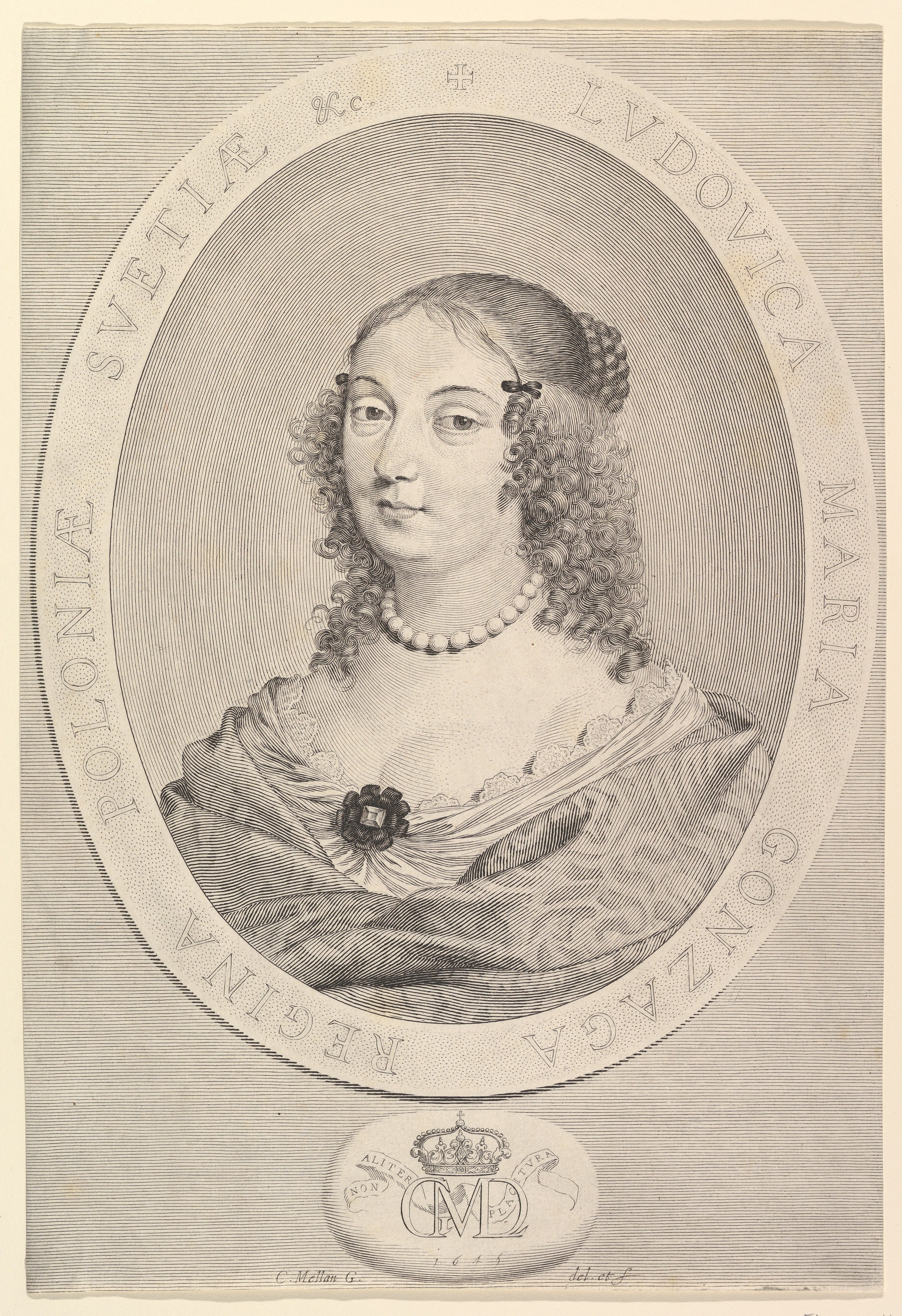
Maria Luisa di Gonzaga-Nevers (1645)
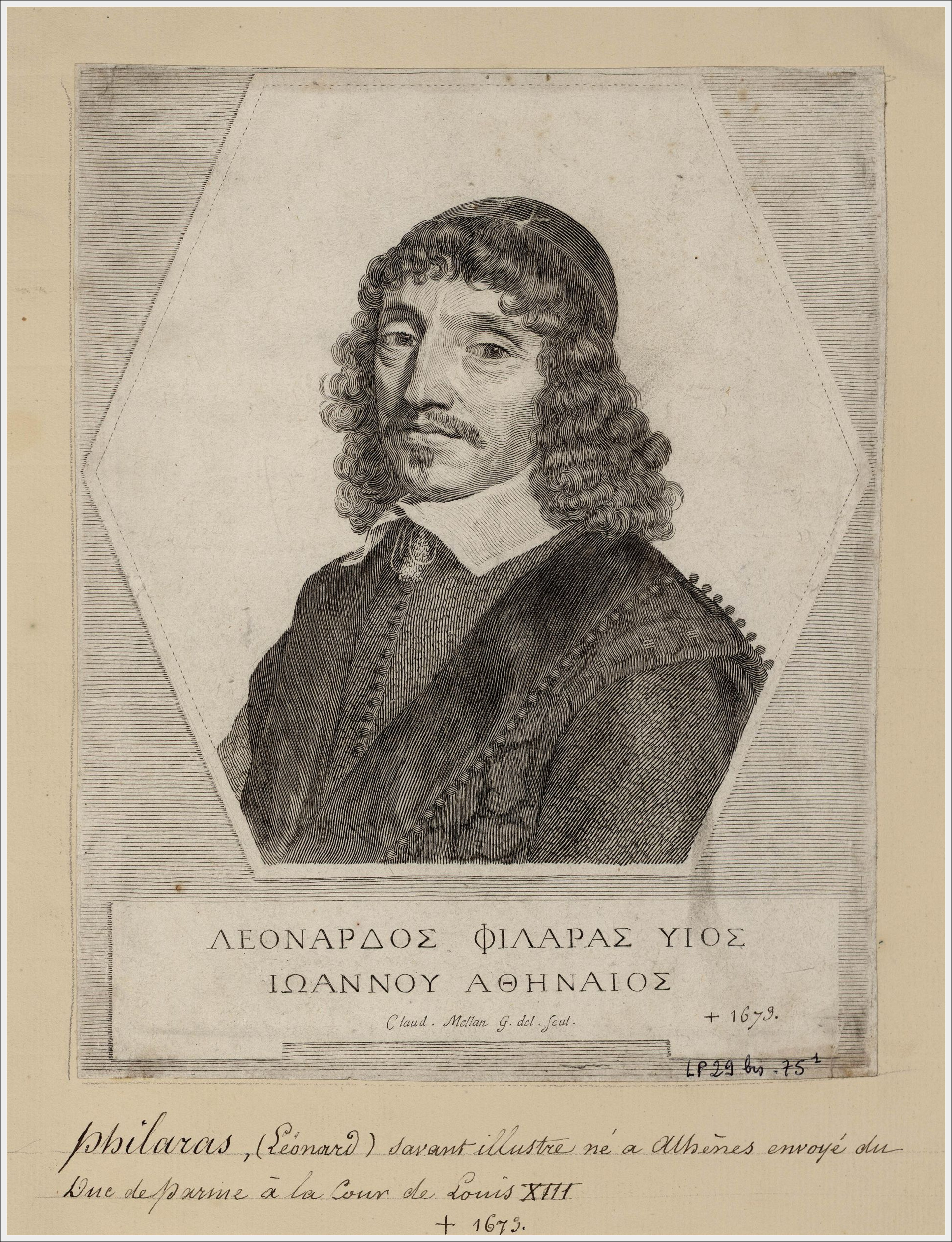
Leonardos Philaras (1673)
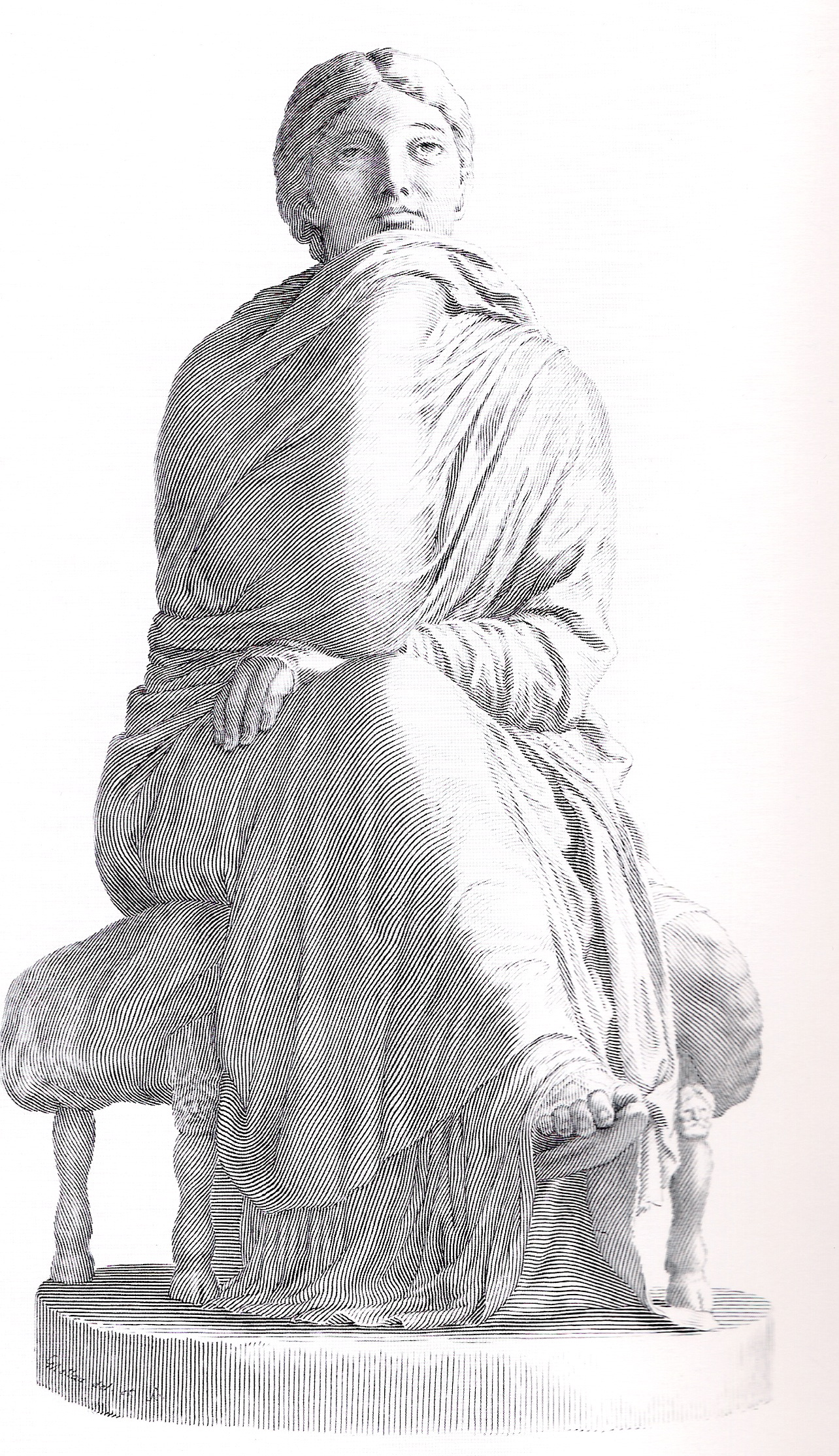
Agrippina (1677)
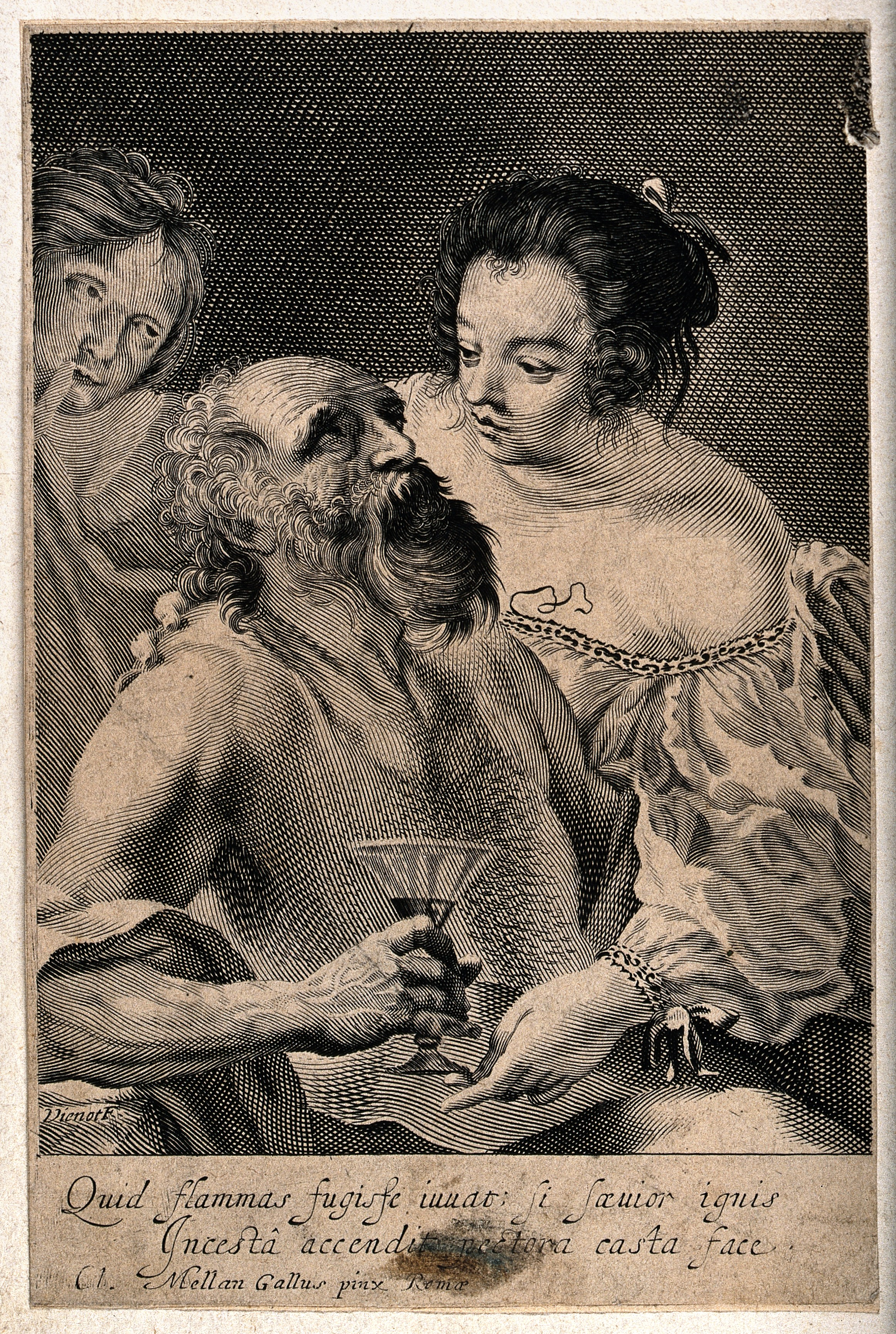
Lot a jeho dcery

### Veroničina rouška
Samotné jméno Veronika vzniklo spojením slov „vera“ (pravá) a „icon“ (tvář). Pojem Veraikon (tzv. pravá tvář Kristova) a Veroničina rouška – podle církevní legendy látka k otření potu (Sudarium), na kterou se otiskla Kristova tvář při šestém zastavení na cestě s křížem na Golgotu, když mu Veronika podala svoji roušku, bývá užíván ve stejném významu. Příběh Veroniky nepochází z bible. Poprvé se o ní zmiňuje až apokryfní Nikodémovo evangelium z poloviny 4. století. Od 11. století byl příběh dále rozvinut a Veronika byla ztotožněna jako žena, které Kristus věnoval svůj obraz. Teprve roku 1199 se o existenci Veroničiny roušky, chované jako svatý ostatek, zmiňují dva poutníci, kteří navštívili Řím. Od roku 1207 se za papeže Inocence III. v Římě konala procesí s Veroničinou rouškou. Ta byla uložena roku 1297 v chrámu sv. Petra a v následujících dvou staletích se stala nejvzácnější relikvií západního křesťanství.
Přímé spojení roušky s Kristovou cestou na Golgotu se objevilo až ve francouzské bibli Rogera d'Argenteuil ve 13. století. Od 14. století byla Veroničina rouška častým námětem pro díla malířů i sochařů. Dílo Claude Mellana patří mezi nimi k nejčastěji reprodukovaným.